# Europejskie Stowarzyszenie Wolnego Handlu
Europejskie Stowarzyszenie Wolnego Handlu (EFTA, od ang. European Free Trade Association) – międzynarodowa organizacja gospodarcza powstała 3 maja 1960 roku na mocy konwencji sztokholmskiej (podpisanej 4 stycznia 1960), mająca na celu utworzenie strefy wolnego handlu między państwami członkowskimi. Siedziba Sekretariatu mieści się w Genewie.
Utworzenie nowej organizacji postanowiono w Sztokholmie 20 listopada 1959. Pierwotnymi członkami były: Austria, Dania, Norwegia, Portugalia, Szwajcaria, Szwecja i Wielka Brytania. Z czasem większość członków wystąpiła, wybierając członkostwo w konkurencyjnej i o zdecydowanie większej integracji ekonomicznej EWG. W latach 1986–1994 członkiem organizacji była również Finlandia.
Inicjatorami powstania EFTA byli Brytyjczycy, traktujący układ jako przeciwwagę dla stworzonej rok wcześniej Europejskiej Wspólnoty Gospodarczej, redukującej stawki celne między swoimi członkami, co założyciele EFTA uznali za zagrożenie dla własnych interesów gospodarczych. W chwili powstania PKB EFTA wynosiła 84 mld USD wobec 132 mld USD PKB EWG. Konkurencja z EWG okazała się jednak problematyczna: kraje tworzące EFTA nie były wystarczająco powiązane gospodarczo, czemu nie sprzyjało ich rozrzucenie na kontynencie (w przeciwieństwie do tworzącej zwarty blok terytorialny EWG). Układ sztokholmski nie poruszał kwestii przepływu osób i kapitałów oraz unii celnej między członkami, a ze względu na słabość instytucjonalną możliwość skoordynowanego wpływania na państwa trzecie była ograniczona. W tej sytuacji już w 1961 Dania i Wielka Brytania wystąpiły o przystąpienie do EWG (co nastąpiło w 1972), dając asumpt do twierdzeń, że traktowały uczestnictwo w EFTA jedynie jako kartę przetargową w negocjacjach z EWG.
Strefa wolnego handlu między państwami EFTA powstała w 1968. W 1977 państwa EWG i EFTA utworzyły wspólną strefę wolnego handlu towarami przemysłowymi. W 1992 r. EWG i EFTA porozumiały się w sprawie utworzenia wspólnej strefy wolnego handlu na wszystkie towary. Porozumienie w tej sprawie, nieobejmujące jednak Szwajcarii, weszło w życie 1 stycznia 1994, tworząc Europejski Obszar Gospodarczy.
Działalność EFTA jest znacznie słabsza niż działalność byłej EWG. W przeciwieństwie do EWG, układ o EFTA nie zawiera postanowień dotyczących wspólnej polityki gospodarczej, swobodnego przepływu kapitałów, siły roboczej. Całość jego postanowień ogranicza się do handlu zagranicznego. W odróżnieniu od EWG, więzy łączące kraje członkowskie EFTA są bardzo luźne i nie są instytucjonalne.

## Państwa członkowskie

Państwa obecnie należące do EFTA
Państwa należące do EFTA w przeszłości

| Flaga         | Państwo       | Akcesja              | Liczba ludności | Powierzchnia (km²) | PKB w mld (PSN) | PKB per capita (PSN) |
| ------------- | ------------- | -------------------- | --------------- | ------------------ | --------------- | -------------------- |
| Islandia      | Islandia      | 1 stycznia 1970(dts) | 320 060         | 103 125            | 12,409          | 38 060               |
| Liechtenstein | Liechtenstein | 1 stycznia 1991(dts) | 36 476          | 160                | 3,545           | 98 432               |
| Norwegia      | Norwegia      | 3 maja 1960(dts)     | 5 051 300       | 385 186            | 265,911         | 53 470               |
| Szwajcaria    | Szwajcaria    | 3 maja 1960(dts)     | 8 014 000       | 41 285             | 339,890         | 43 369               |

     Państwa obecnie należące do EFTA
     Państwa należące do EFTA w przeszłości

### Byli członkowie
| Flaga           | Państwo         | Akcesja | Opuszczenie EFTA |
| --------------- | --------------- | ------- | ---------------- |
| Austria         | Austria         | 1960    | 1994             |
| Dania           | Dania           | 1960    | 1972             |
| Finlandia       | Finlandia       | 1986    | 1994             |
| Portugalia      | Portugalia      | 1960    | 1985             |
| Szwecja         | Szwecja         | 1960    | 1994             |
| Wielka Brytania | Wielka Brytania | 1960    | 1972             |

## Sekretarze generalni
| Rok       | Imię i nazwisko           |
| --------- | ------------------------- |
| 1960–1965 | Frank E. Figgures         |
| 1965–1972 | Sir John Coulson          |
| 1972–1975 | Bengt Rabaeus             |
| 1976–1981 | Charles Müller            |
| 1981–1988 | Per Kleppe                |
| 1988–1994 | Georg Reisch              |
| 1994–2000 | Kjartan Jóhannsson        |
| 2000–2006 | William Rossier           |
| 2006–2012 | Kåre Bryn                 |
| 2012–2018 | Kristinn F. Árnason       |
| 2018–2023 | Henri Gétaz               |
| 2024      | Siri Veseth Meling (p.o.) |
| 2024–     | Kurt Jaeger               |

## Struktura organizacyjna

### RadaEFTA
Rada EFTA z siedzibą w Genewie jest naczelnym organem Stowarzyszenia. W jej skład wchodzi po jednym przedstawicielu rządu każdego państwa członkowskiego. Każde państwo dysponuje jednym głosem, co do zasady decyzje zapadają jednomyślnie. Rada zbiera się dwa razy w miesiącu na szczeblu stałych przedstawicieli i dwa razy w roku na szczeblu ministrów (najczęściej handlu). Państwa kolejno, przez półroczne kadencje, przewodniczą Radzie.
Rada ma prawo do wydawania decyzji (nie są bezpośrednio skuteczne) i zaleceń (nie mają wiążącej mocy prawnej). Wykonuje kompetencje nadane jej przez konwencję sztokholmską i nadzoruje jej stosowanie, może też wprowadzać do niej poprawki (w przypadkach określonych w konwencji konieczna jest akceptacja zmian ze strony państw członkowskich). Ponadto Rada:
- wskazuje nowe działania jakie należy podjąć dla osiągnięcia celów EFTA
- podejmuje mediację w sporach między państwami członkowskimi (np. w kwestii dostępu do rynków)
- ułatwia współpracę z innymi podmiotami prawa międzynarodowego.

W zarządzaniu strefą wolnego handlu Radę wspierają powołane przez nią komitety ekspertów, pracujące w trybie stałym. Doraźnie natomiast zwoływane są grupy ekspertów dla rozwiązania określonego problemu. Oba ciała mają wyłącznie uprawnienia doradcze i muszą składać się z przedstawicieli wszystkich państw członkowskich. Funkcjonuje dziesięć stałych komitetów, w tym:
- Komitet Ekspertów Handlu – zajmuje się problematyką liberalizacji handlu i współpracy gospodarczej z UE
- Komitet ds. Barier Technicznych w Handlu – sprawuje nadzór nad notyfikacją regulacji technicznych
- Komitet Ekonomiczny – obserwuje sytuację gospodarczą państw członkowskich; wymiana informacji o kierunkach polityki gospodarczej i finansowej w ramach EFTA oraz UE
- Komitet ds. Pochodzenia i Ceł – koordynuje stanowisko EFTA w sprawie reguł pochodzenia towarów w stosunkach z UE
- Komitet Doradczy – składa się z maksymalnie pięciu reprezentantów organizacji przedsiębiorców i pracowników z państw członkowskich
- Komitet Parlamentarny – złożony z osób desygnowanych przez parlamenty krajowe, zbiera się raz do roku; spełnia funkcję kontrolną, informuje parlamenty krajowe i prowadzi dialog z Parlamentem Europejskim
- Zarząd Audytorów – najwyższa instancja dokonująca weryfikacji finansów EFTA.

### Inne organy
Bieżącymi sprawami zajmuje się Sekretariat, nadzorowany przez Sekretarza Generalnego. Siedzibą Sekretariatu jest Genewa, natomiast jego część mieści się w Brukseli, gdzie personel zajmuje się sprawami EOG. Sekretariat odpowiedzialny jest za obsługę Rady i komitetów. Oficjalnym językiem urzędowym jest angielski.
W związku z utworzeniem Europejskiego Obszaru Gospodarczego zostały wdrożone pewne zmiany organizacyjne. Powołano Stały Komitet Państw EFTA, który zajmuje się podejmowaniem decyzji związanych z uczestnictwem w EOG (Szwajcaria, w następstwie negatywnego wyniku referendum, nie jest członkiem tego porozumienia, jednak osiągnęła zbliżoną sytuację prawną w drodze umów bilateralnych). W skład Komitetu wchodzą przedstawiciele Islandii, Norwegii i Liechtensteinu, a także, posiadający status obserwatorów, reprezentanci Szwajcarii i Władzy Nadzorczej EFTA (ang. EFTA Surveillance Authority). Ta ostatnia czuwa w imieniu EFTA nad przestrzeganiem przyjętych przez EOG reguł funkcjonowania (podobnie jak czyni to Komisja Europejska w przypadku UE). Stały Komitet ma pod sobą 5 podkomitetów (m.in. podkomitety ds. wolnego przepływu towarów, ds. wolnego przepływu kapitału i usług, ds. wolnego przepływu osób, ds. polityk horyzontalnych i towarzyszących).
Stały Komitet jest wspomagany przez Trybunał EFTA. Organ ten składa się z trzech sędziów (po jednym z Norwegii, Islandii i Liechtensteinu) nominowanych na sześcioletnią kadencję. Rozstrzyga sprawy wniesione zazwyczaj przez Władzę Nadzorczą przeciwko państwom EFTA. Ponadto prowadzi mediacje i rozstrzyga spory między państwami EFTA na tle ich udziału w EOG, a także dokonuje interpretacji porozumienia o utworzeniu EOG.